# NGC 5576
NGC 5576 (również PGC 51275 lub UGC 9183) – galaktyka eliptyczna (E3), znajdująca się w gwiazdozbiorze Panny. Odkrył ją William Herschel 30 kwietnia 1786 roku.